# 突尼西亞戰役
突尼西亞戰役（德語：Tunesienfeldzug）是第二次世界大戰北非戰場中軸心國與同盟國之間發生在突尼西亞的一系列戰鬥。盟軍主要包括英軍以及美軍和法軍。戰役中先由德軍和意軍初嘗勝果，但軸心國軍最終不敵具備龐大的補給供應和數量優勢的盟軍，包括德意志非洲軍內超過230,000義大利和德國士兵在戰敗後被俘。

## 背景

### 西部沙漠
在战争的頭兩年，物資缺乏以及不穩定的后勤系統支援束縛著交戰雙方。北非沿岸仅有为数不多的天然港口，英军的主要補給基地為尼罗河三角洲的亞歷山卓；此处與義屬利比亞的主要港口的黎波里相距1,500英里（2,400）远，與西面次要港口班加西和托布鲁克分别相距950英里（1,530）与600英里（970）远，而且仅有一条沿岸公路连接這些港口。 此时英国与義大利海军在地中海中部相持不下，英國只能夠分別由亚历山卓和托布鲁克向其守备部队输送有限的补给。除此之外，英国船隊還能夠繞道好望角，經由红海运送补给品进入埃及。
补给困難使得北非沿岸的戰事呈現拉鋸狀態。 1940年義軍在意大利最初的进攻中由義屬利比亞出發，突入埃及大約95（59英里）後，前线部队與的黎波里已經相距逾1,000英里（1,600），與班加西相距逾 600（370英里），而且與托布鲁克相距逾200英里（320）。 反而英军藉著靠近补给基地的優勢，迅速組織部队向利比亚反击，最後將前线推進至遠離亚历山卓1,000英里（1,600）的阿格海拉（El Agheila）。隨著德國非洲軍抵達，軸心國軍再次向東推進，但他們於1941年4月到達埃及邊境時，戰線已遠超過補給線，遂頓成強弩之末。1941年11月，盟軍把握相對較短的供應線重新整合部隊展開十字軍行動，解除托布魯克之圍並再次推進至阿格海拉。不過，軸心軍幾乎立即把疲憊的盟軍趕回托布魯克，德軍主將隆美爾在1942年5月的進攻更把盟軍擊退至東距亞歷山卓僅約100英里（160）的艾爾阿拉敏。
然而，形勢在1942年開始大幅轉變。雖然英國皇家海軍和義大利皇家海軍仍然爭奪著地中海控制權，但英國控制的馬爾他島使英國皇家空軍能夠在海上不斷阻截義大利運輸艦艇。此外，來自美國的物資開始源源不盡地運達北非，這讓伯納德·蒙哥馬利的英軍第8軍團得以累積起壓倒性的優勢。
擺脫了補給匱乏的困境後，英軍第8軍團在1942年11月的第二次艾爾阿拉敏戰役大破隆美爾指揮的軸心軍，並將其逐出埃及。

### 火炬行動
1942年7月，盟軍計劃制定者承認：如果要在1942年於法國北部的土地上進行相對小規模的兩棲行動（“大錘行動”：計畫中在1943年進行主要登陸之“搜捕行動”的先遣行動），事實上是不切實際並且應該加以推遲的。他們轉而同意以一場登陸作戰來攻佔維琪法國在北非的領土：摩洛哥、阿爾及利亞和突尼西亞，以掏空軸心軍的後方。一旦盟軍佔領了整個北非沿岸，地中海的航道就可以全面通航，免除繞道好望角運輸補給的必要，可紓解戰略補給壓力。
由於西西里貼近突尼西亞，盟軍判斷：當軸心國獲悉火炬行動登陸計畫後，將會搶佔該地。為了避免這個判斷成為事實，盟軍在登陸後必須搶先佔領突尼西亞；不過，由於軸心軍於10月底在接近突尼西亞的西西里島和撒丁島的機場上集結了298架德軍軍機和574架義大利軍機，因此登陸點不宜太靠近東部。經過權衡後，盟軍選擇阿爾及爾作為最東邊的登陸點，以在不確定維琪法國部隊反應的前提下確保初步登陸成功。攻佔阿爾及爾後，盟軍將派遣一支小規模特遣部隊，在冬天雨季利用簡陋的道路穿越崎嶇地形，趕赴突尼西亞，以爭取在軸心軍組織起防禦前盡快佔領800英里（1,300）外的突尼斯。盟軍明白嘗試趕在軸心軍建立基地前登陸比塞大（Banzart）和突尼斯，猶如一場賭博，其結果取決於盟軍的海空力量能否遲滯軸心軍的集結。在突尼斯的行動，是由肯尼思·安德森中將指揮的英軍第1軍團負責。
1942年11月8日，盟軍實施火炬行動，對維希法國轄下的突尼西亞西面的阿爾及利亞（登陸點在奧蘭（Oran）和阿爾及爾）和摩洛哥（登陸點在卡薩布蘭卡）登陸。行動引起希特勒和墨索里尼的注意，使幾天後義大利出兵控制維希法國南部及蔚藍海岸等地包括土倫、坎城、格勒諾布尔和科西嘉島，同時義大利軍隊接管了突尼西亞，建立了短暫的意屬突尼西亞；其餘被德國佔領，維希政府滅亡。

### 突尼西亞的天險地形

1942至1943年行動期間的突尼西亞小型地圖

在利比亞西面的突尼西亞擁有易守難攻的地理環境。突尼西亞地域略呈矩狀，北部和東部有地中海作天然國界，西部邊境貫穿橫跨西非的阿特拉斯山脈，並與阿爾及利亞接壤。突尼西亞西部邊界只有寥寥數個可供通行的關隘，因此很容易防守。在南面，另一道較矮的山脈迫使人們沿著馬特馬塔山和海岸間的夾縫從利比亞進入突尼西亞。此前，法國為了抵抗來自利比亞的義大利部隊，建造了一條扼守著平緩地段的堅固防線。這條防線寬20（12英里） 縱深30（19英里），稱為馬特雷防線。突尼西亞只有在北部才有利於進攻的地形。在這裡，阿特拉斯山脈的東部極限和海岸之間是一大片平緩地形。
一般而言，突尼西亞是一個進可攻退可守的良好基地。只要在北部建設防線應付盟軍的火炬行動，馬雷斯防線能夠有效妨礙盟軍在南部的行動，而在中部的阿特拉斯山脈更是不可逾越的天險。此外，突尼西亞擁有突尼斯和比塞大這兩個深水港口，兩處深水港距離義大利在西西里島的供應基地只有幾百英里。補給船隊可以隔夜往返突尼西亞，完全在夜色的掩護下航行。相比之下，義大利往返利比亞的航程需時一日，在日間軸心國的運輸船便面暴露在英國皇家空軍巡邏機的威脅下。
阿道夫·希特勒認為軸心國能堅守突尼西亞數月，甚至數年之久，足以打亂盟軍在歐洲的計畫。

## 衝向突尼斯

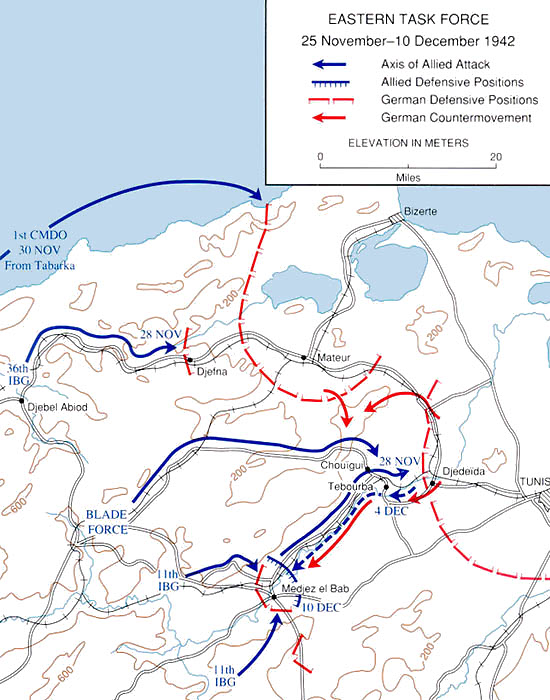

1942年11月10日，維琪法軍已經停止針對火炬行動登陸作戰的反抗，突尼西亞落入兵力真空，義大利軍隊隨即接管突尼西亞。安德森中將立即調派原定為阿爾及爾登陸計畫預備隊的第36步兵旅，由海路東行佔領貝賈亞、菲利普維爾，安納巴等港口和在吉傑勒的機場，為挺進突尼西亞作初步準備。因為兵員短缺和空襲威脅，盟軍規劃人員排除了在突尼西亞實施兩棲登陸的可能性。因此，安德森需要利用有限的部隊搶在軸心國部隊到達前快速向東推進，在突尼斯紮穩腳跟。，盟軍僅能對突尼西亞方向投入2個旅級集團和一些額外的裝甲和砲兵部隊；不過，盟軍認為如果能在軸心國增援部隊動員起來之前迅速前進，他們仍然能夠付出相對較小的代價攻佔突尼西亞。
突尼西亞當地官員遲遲沒有表態支持交戰任何一方，也沒有向任何一方封鎖機場。早在1942年11月9日情報就指出多達40架德國軍機抵達突尼斯，截至11月10日空中偵察報告當地已有100架軍機。2天後，一場最終運輸了超過15,000名士兵及581噸補給品的空運開始。到月底，3個包括第10裝甲師的德軍師以及2個義大利步兵師經由海運抵達。11月12日，瓦爾騰奈寧接過新成立的德軍第90軍的指揮權；他在11月17日飛抵當地。
不過，在突尼西亞的維琪法軍指揮官巴利將軍不受義大利人信任，他把部隊調到山區，建立了從泰布爾蘇格經過麥德杰斯的防線，他命令向任何試圖越過防線的人射擊。

### 盟軍的推進
從阿爾及利亞有2條道路可向東進入突尼西亞。盟軍的計畫是沿著這2條道路，攻佔比塞大和突尼斯。
1942年11月11日英軍第36步兵旅兵不血刃地登陸貝賈亞，但補給困難延誤了他們推進吉傑勒的進度，到了11月13日始到達。第3傘兵營通過傘降佔領安納巴機場，隨後第6突擊隊在11月12日攻下該港。第36步兵旅的先鋒在11月15日到達塔巴卡，在11月18日佔領傑貝爾耶德，並在此處首遇敵軍。
在更遠的南部，一個美軍傘兵營在11月15日空降麥德杰斯-奧-巴布，一槍未發便佔領了當地機場。他們經過一段行軍，在11月17日也奪取了加夫薩的機場。

### 軸心軍的反擊
1942年11月19日，德軍司令瓦爾騰奈寧要求維琪法軍指揮官巴雷開放麥德杰斯的橋樑予其麾下部隊，但遭到拒絕，於是德軍發動攻擊。維琪法軍兩次擊退德軍但付出了重大傷亡代價，加上他們缺乏裝甲部隊和砲兵，最後不得不後撤。

### 維琪法軍正式投靠盟軍
雖然部分维琪法軍，包括巴雷的部隊，公開反對軸心國，但在戰線上维琪法軍部隊一般的立場仍不確定。1942年11月22日，北非協定終於使在北非的维琪法軍站到盟軍一邊，讓盟軍在後方的部隊可調往前線。這時候，軸心軍已經建立一整個軍的部隊，軸心軍部隊的數量在各個地區均超過盟軍部隊。

### 戰鬥
2個盟軍旅分別向傑貝勒艾卜耶德和貝賈前進。當盟軍飛機不得不從在相對遙遠的阿爾及利亞飛行基地起飛時，德國空軍卻在本地享有制空權，用一切方法騷擾盟軍。
1942年11月17日，在奈寧到達的同一天，北部路上的第36旅前鋒在傑貝勒艾卜耶德遇見一支由17輛戰車和400名傘兵組成、並配備自走砲的軸心軍混合部隊。在德國空軍和意大利第一山地步兵師提供的火力支援下，德軍傘兵擊毀了11輛英军戰車，但他們自身的前進也被中止。傑貝勒艾卜耶德的戰事持續了9天。
11月29日，意大利第50旅的戰車迫使美軍傘兵棄守加夫薩。2支盟軍縱隊在傑貝勒艾卜耶德和貝賈集結，準備於11月24日出擊。按照計畫，第36旅會從傑貝勒艾卜耶德發動對馬特爾的攻擊，而第11旅會循邁杰爾達河谷南下攻打麥得杰斯－奧－巴布（地圖上顯示為Medjez el Bab或只是Medjez），接著挺進特伯巴、朱代伊德和突尼斯。 一個團級裝甲部隊“刀片部隊”，會在2個步兵旅之間的空隙行動，沿著郊區小路向西迪恩西爾前進，並從側面攻擊特伯巴和朱代伊德。
因為大雨阻礙集結，北部的進攻並未實施。在南方，第11旅的進攻因遭敵頑抗而在麥得杰斯－奧－巴布受挫。不過，刀片部隊通過西迪恩西爾，到達了泰布勒拜以北的舒伊古隘口。下午，部分刀片部隊滲透軸心國軍的防線襲擊了朱代伊德新建成的空軍基地，破壞逾20架飛機。然而，在沒有步兵支援的情況下，他們未能建立陣地鞏固戰果，於是撤回到舒伊古。刀片部隊的攻擊打得奈寧措手不及，使他決定撤出麥得杰斯－奧－巴布並在突尼斯僅30（19英里）外的朱代伊德強化防務。
第36旅延至11月26日發動攻擊時遭到伏擊，領頭的營損失149人。其後續攻勢也被軸心軍巧妙的連鎖防禦計畫挫敗。1支支援的突擊隊在11月30日於比塞大以西14英里（23）登陸以圖包抄在特夫納的陣地。他們沒有成功，到12月3日該單位已經與第36旅會師。德軍將佔有該陣地，一直到來年春天突尼斯戰役的最後幾天為止。
早在11月26日，當德軍撤退時，第11旅兵不血刃地進入麥得杰斯－奧－巴布，並在當天晚些時候奪取被德軍棄守的特伯巴周邊陣地，以作向朱代伊德推進的準備。然而，德軍於11月27日調集重兵發動猛攻，第11旅在11月28日凌晨在美軍裝甲部隊支援下對朱代伊德機場實施攻擊，企圖奪回主動權，但終歸失敗。.
11月29日，美軍第1裝甲師B縱隊集結力量前進，以期能夠聯同刀片部隊在12月2日發動進攻。但沃爾夫岡·菲舍爾少將指揮剛剛抵達突尼斯的德軍第10裝甲師發動了一次反擊，破壞了會師的計畫，截至12月2日晚，刀片部隊已經撤離，留下第11旅和B縱隊應付軸心軍的攻擊。盟軍這時面臨第11旅被分割開來、敵人突入後方的危機，但4天來的拚死戰鬥拖延了軸心軍進攻，使盟軍得以有序地撤至泰布勒拜以西的河畔高地。
一開始，盟軍部隊後撤大約6英里（9.7）至河流兩側長停山（迪拜阿馬拉）和布奥卡兹山上的制高點陣地，但該陣地針對側翼攻擊的漏洞令人擔憂，促使盟軍進一步西撤。到12月10日日终，盟軍部隊堅守著麥得杰斯－奧－巴布以東的防線。在這裡，他們重新開始組織進攻，直到1942年12月底才準備就緒。持續性的緩步集結將盟軍兵力帶到共計英軍54,000人、美軍73,800人，和法軍7,000人的高位。倉促的情報審查顯示有大約125,000名戰鬥人員和70,000名支援部隊，並主要由意大利士兵組成的部隊與盟軍對壘。
總攻在12月22日下午開始，儘管面臨雨天和空中掩護不足，盟軍的攻勢在長停山900英尺（270米）高的低脊取得了進展，這座山扼守麥得杰斯－奧－巴布到特伯巴，並一路到突尼斯的河流走廊。經過3天拉鋸戰，盟軍的彈藥所剩無幾，而軸心軍部隊也控制了相鄰的高地。長停山的陣地站不住腳，因此盟軍被迫撤回到麥得杰斯－奧－巴布。1942年12月26日，盟軍再次撤回到2星期前建立的防線，並付出20,743人傷亡的代價。
盟軍向突尼斯的衝刺已經陷於停頓。

### 北非法軍指揮的轉變
隨著戰事稍息，法國人的派系衝突再起。 1942年12月24日弗朗索瓦·達爾朗被暗殺，亨利·吉羅接替他擔任高級專員；美國政府已經展示出與達爾朗和維琪分子接觸的顯著意願，引發自由法國的不滿，因此達爾朗的死亡似乎提供一個機會，令在北非的法國人和夏爾·戴高樂的自由法國合作。戴高樂和吉羅在1943年1月底舉行會談，但在排解分歧或調和各自的勢力團體方面卻苦無寸進。一直到1943年6月，法國民族解放委員會（CFLN）才緩緩成立，並由吉羅和戴高樂聯合擔任主席，但戴高樂很快令吉羅黯然失色，因為後者不喜歡公開的政治責任感，並自此或多或少默認前者的權威。

### 雙方增援及建立兵力時的僵局
內部糾紛同樣糾纏著軸心國。奈寧被普遍認為是優秀的指揮官，但他不斷的直言不諱激怒了他的上司。他們決定“取代”他的指揮職務，將其部隊提升為軍團級別，定名第5裝甲軍團，並交由在1942年12月8日突然抵達突尼斯的漢斯－於爾根·馮·阿尼姆少將指揮。該軍團包括在比塞大區的馮·科布羅奇/馮·曼陀菲爾聯合步兵師、中部突尼斯前的第10裝甲師，和意大利在南部側翼的第1蘇佩爾加步兵師，而希特勒在馮·阿尼姆開赴突尼斯前，當面告訴他軍團將被增強至3個機械化和3個摩托化師。為防止軸心軍站穩陣腳，盟軍投入了可觀的海空部隊予以攔截。然而，突尼斯和比塞大距離西西里島西部的港口和機場只有120英里（190）、距離巴勒摩有180英里（290），距離那不勒斯有300英里（480），這使得在充足空軍掩護下的軸心國運兵船和飛機極難攔截。從1942年11月中至1943年1月，共有243,000人和856,000噸的補給品和裝備通過海上和空中運抵突尼西亞。
同時，艾森豪威爾進一步從摩洛哥和阿爾及利亞調動部隊向東進入突尼西亞。在北方，肯尼思·安德森中將的英軍第1軍團將在未來3個月將增加3個師，包括英軍第1、第4和第46步兵師，加上英軍第6裝甲師和英軍第78步兵師。到1943年3月底，英國第二個軍級指揮部——約翰·克羅克中將的英軍第9軍已抵達，與第10軍參加擴大中的軍團。此外，一個有2個師的自由法軍軍級單位（法軍第19軍）在阿方斯·朱安的指揮下被建立起來；在南面是一個新組成的美軍第2軍，由勞埃德·弗雷登道爾指揮，這是個最終編有6個師的大部隊：美軍第1、第3、第9和第34步兵師和美軍第1、第2裝甲師。在這個階段，吉羅拒絕了艾森豪威爾將自由法軍置於英軍第1軍團指揮之下、和美軍第2軍暫時由同盟國最高司令部直接指揮的計畫。同樣重要的是，相當多的盟軍部隊投入新機場的建設和改善，以助於提供空中支援。
美軍也開始在阿爾及利亞和突尼西亞建立了一個複雜的物流基地，以最終對在阿特拉斯山脈東部邊界的米克納西建立一個相應大的目標前進基地，對於切斷在南部的德、義裝甲軍團至突尼斯的補給線和孤立在北面的德軍第5裝甲軍團來說，這是最理想的位置。

## 凱賽林

### 序幕
在1943年1月上半，安德森通過有限的攻擊和偵察力量曾保持一定的壓力與獲得不同的戰果。馮·阿尼姆試圖做同樣的措施:1月18日，他實施了“農機快報行動”，第10裝甲師及第334步兵師從蓬杜法赫進攻以在義大利蘇佩爾加師前創造更多的空間和防止任何盟軍通過戰線向東面的昂菲達維爾海岸前進之可能企圖和阻止切斷隆美爾的補給路線。但在右翼在布阿拉代對西面英國第5軍的進攻幾乎沒有成功，但在更南面他對法軍陣地周圍的'樞紐'和多塞爾斯東部的進攻則更成功，向南面的奥斯列特推進35英里（56） 和西南的珞巴雅前進25英里（40）。裝備低劣的守軍成功地進行抵抗但被擊敗和相當於7個步兵營的守軍在山上被切斷。安德森派出第36旅到珞巴雅，並要求勞埃德·弗雷登道爾派出第1裝甲師B縱隊到奥斯列特，他們抵達時均受朱安指揮。激烈的戰鬥一直持續到1月23日，之後前線漸趨穩定。
在行動中明顯的缺乏協調令艾森豪威爾不滿。在1月21日安德森對整條戰線作出了協調工作和1月24日他的職責被擴大到包括“美國軍隊的部署”。那天晚上，朱安同意將他的部隊置於安德森的指揮之下，在第二天被吉拉德確認。然而，指揮上被證明有問題，與部隊分散在一條超過200英里（320）上和缺乏通訊設備（安德森報告說，他在4天內開動超過1,000英里（1,600）為了對他的軍級指揮官發號施令）。然而，重要的是，艾森豪威爾在1月21日任命了一個單獨的執行空中支援的指揮官，勞倫斯·南庫特準將，以支援整條戰線。
同時，埃爾溫·隆美爾，已為部隊計劃通過利比亞撤退至已被遺棄的馬特雷防線之法國防禦工事。這將使軸心國軍在北部和南部控制進入突尼西亞的2個自然入口，在兩者之間只有易守難攻的山區。1月隆美爾的部隊被改編：在馬特雷防線的德國-義大利裝甲軍團被改編為義大利第1軍團及由喬瓦尼·梅塞指揮，與他面對西多塞爾斯的單位（包括“非洲軍團”的殘部）分開。
1943年1月23日，第8軍團佔領的黎波里，這時軸心國軍隊已經順利通過利比亞撤退至馬特雷防線的陣地上。

這個時侯，美國第2軍已自阿爾及利亞通過阿特拉斯山脈，越過邊界進入突尼西亞，控制山脈所形成的三角地帶。他們在陣地上可以發起向東朝著在沿海的斯法克斯的進攻和切斷在馬特雷防線的義大利第1軍團與馮·阿尼姆在北部靠近突尼斯的部隊之聯繫。隆美爾不能容許出現這個情況及已計劃在此發生之前展開攻擊。

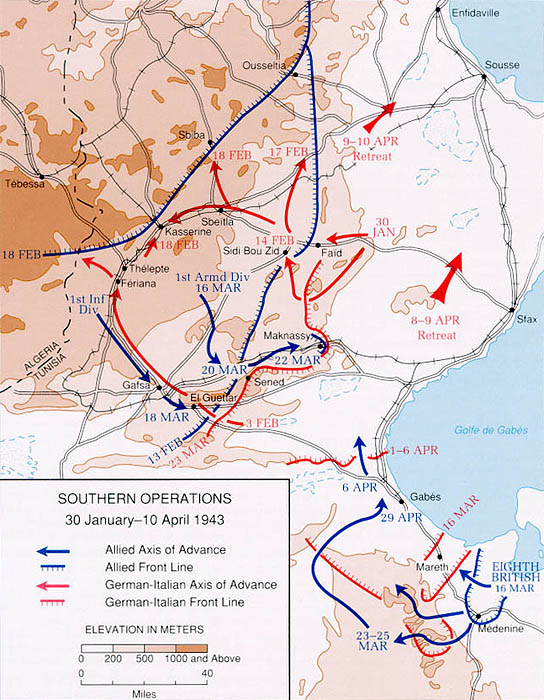

### 第5裝甲軍團支援費德隘口及西彼特拉
1943年1月30日，德軍第21裝甲師和從馮·阿尼姆的第5裝甲軍來的3個義大利師在法伊德附近遇到法國部隊的單位，這是從東部臂山到沿海平原的主要通道。弗雷登道爾沒有回應法軍的要求，從第1裝甲師派遣由坦克組成的增援部隊。在拼命反抗後，裝備低劣的法國守軍未能支撐下去。幾次反擊被組織了，包括美軍第1裝甲師B縱隊遲來的攻擊，但所有這些都被馮·阿尼姆的部隊輕鬆擊敗，這個時候德軍已建立了強大的防禦陣地。3天後，盟軍部隊被迫撤退，並撤回到內陸平原及在小城鎮斯貝特拉建立一條新的前進防線。
在“春風行動”中馮·阿尼姆下令4個裝甲戰鬥群於2月14日向由第34步兵師第168團戰鬥隊和第1裝甲師A縱隊防守的西迪布奇迪地區前進。守軍的部署是低劣的，兵力分散，使他們無法相互支持。2月15日A縱隊遭到嚴重挫敗及步兵部隊被孤立在山頂上。C縱隊被命令越過邊界救援西迪布奇迪，但均被擊退，並遭到慘重損失。到2月15日晚上，3個軸心國戰鬥群能夠朝向在西北20英里（32） 外的斯貝特拉。掃開A縱隊及C縱隊的殘部不顧，戰鬥群已面對在斯貝特拉前面的B縱隊。在空中支援下，B縱隊堅守了一整天。然而，空中支援無法持續及在斯貝特拉的守軍不得不撤退，該市在2月17日中午已空無一人。
在南面的“清晨的空氣行動”中，由非洲軍殘部組成的義大利第1軍團戰鬥群，在卡爾·布魯維斯指揮下於濃霧中向加夫薩前進及在2月15日傍晚找到這個被遺棄的城市。盟軍為縮短戰線而撤退，其中一部為法國第19軍，以作重新裝備。美國第2軍撤退到代爾纳娜-凱塞林間隙-斯比巴一線，而他們的左翼則在東多塞爾斯與第19軍會合。到了2月17日下午，隆美爾的部隊已佔領菲里阿納和泰萊普特（約在凱塞林西南15英里（24）），迫使泰萊普特機場在2月18日早上進行疏散，這是英國第1軍團在南部的主要空軍基地。

### 戰鬥

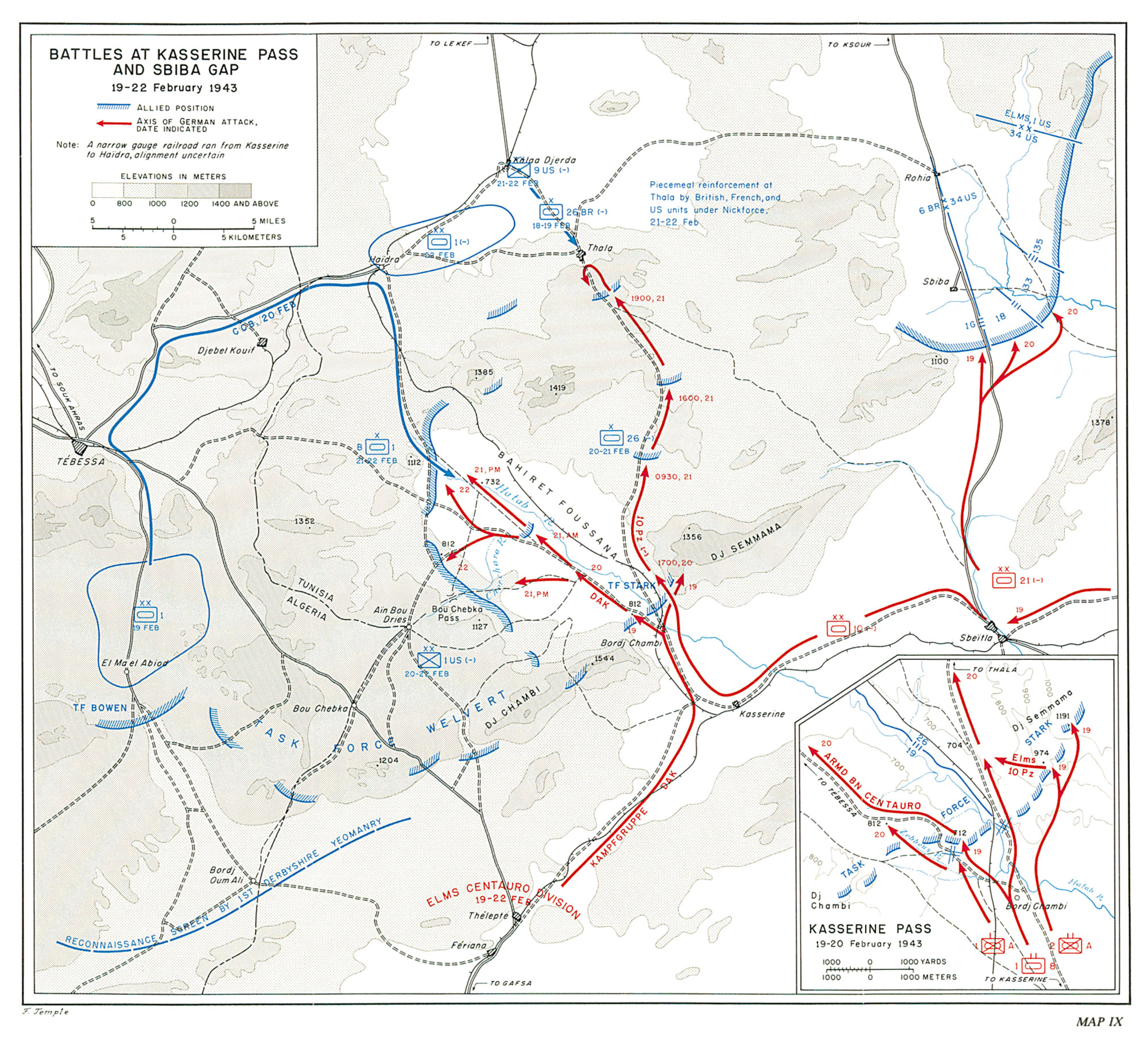
1943年2月，凱賽林隘口及斯比巴空隙戰役示意圖

經過進一步討論，“最高統帥部”在1943年2月19日向隆美爾發出命令，通過凱賽林和斯比巴隘口向塔拉和勒凱夫進攻以威脅第1軍團的側翼。隆美爾原來的建議是通過凱塞林對在泰貝薩的第2軍實施有限但集中的攻擊，並從美軍堆存處取得重要的物資。雖然有第10和第21裝甲師轉移至他的指揮之下，隆美爾感到關切的是，新計劃會分散他的部隊，並暴露他的側翼。
在1943年2月19日，已正式獲得第10和第21裝甲師、非洲軍團戰鬥群、以及在馬特雷防線上梅塞將軍的部隊（現更名為義大利第1軍團）指揮權的隆美爾實施凱賽林隘口戰役。希望藉此令缺乏經驗的守軍感到意外，他派第3偵察營的輕型裝甲車進入隘口。亞歷山大·斯塔克上校的“斯塔克部隊”，是1隊由美國和法國部隊組成的旅級戰鬥群，是負責防衛隘口。該隊沒有時間進行組織，但能夠從周圍的高地直接用重砲進行射擊，迫使“非洲軍團”戰鬥群的領頭機械化部隊被阻擊。德軍要派出步兵到高地力圖清除這些炮火威脅後才可以繼續前進。
與此同時，一個來自第21裝甲師，由漢斯·格奧爾格·希爾德布蘭指揮的戰鬥群從斯貝特拉向北前進至斯比巴空隙。在斯比巴以東他們被第1近衛旅前面和第18團級戰鬥隊所阻擊，他們擁有強大的陣地和反坦克炮火支援，並從第34步兵師獲得2個步兵團的增援。
到2月20日早上，激烈的徒手肉搏戰在凱賽林隘口以上的山上繼續，而這時非洲軍團獲得第131半人馬座裝甲師的1個營和更多的火炮支援，以準備另一次攻擊，以圖通過隘口與來自斯貝特拉第10裝甲師的１個戰鬥群會合。在上午的攻擊進展緩慢，但在當天下午再次進攻時的強大壓力令盟軍的戰線崩潰。
2月20日下午通過凱賽林隘口後，半人馬座師的單位領頭向西面的泰貝薩前進，只遇到輕微或沒有遭到抵抗。跟隨他們的是來自第10裝甲師的馮·布羅奇戰鬥群沿分叉路右轉至塔萊，他們在這裡被第26裝甲旅（“戈爾部隊”）的1個團級戰鬥群所阻。他們的坦克處於下風，戈爾部隊遭受重大損失，但為“尼克部隊”贏得了時間，這是1隊來自英軍第6裝甲師的混合部隊，基本上與第26裝甲旅相似但有額外的步兵和炮兵（其中安德森的前一天已下令離開該基斯拉地區，以增強塔萊的防禦）以準備防禦前方的道路。與此同時，弗雷登達爾曾派第1裝甲師的B縱隊，以應付對泰貝薩的威脅。
到2月21日下午1時，馮·布羅奇的戰鬥群在塔萊公路上與第26裝甲旅級集團相遇，並且進展緩慢。隆美爾直接指揮了攻擊，下午4點迫使對方轉入防禦。然而，第26旅級集團能夠在合理的命令下撤到在塔拉前面的下一條、最後的防線。戰鬥於晚上7時在這個位置在晚上七時開始，繼續在近距離進行了3個小時及雙方都未能夠獲得決定性的優勢。 “尼克部隊”被重重的擊敗，並沒有期望堅守至第2天。但是，在晚上來自美軍第9步兵師的48門大砲在惡劣天氣下從摩洛哥行走800英里（1,300）後加入了守軍行列。在2月22日上午，當馮·布羅奇準備進行他的攻擊時，他的戰線遭受毀滅性的炮。出人意料的是，隆美爾告訴馮·布羅奇重新集結，並承擔防禦姿態，因此投降主動提出的。
與此同時，在斯比巴的第21裝甲師戰鬥群沒有任何進展。2個營經驗豐富的特種步兵營士兵被第23團記載，英國皇家炮兵在白天通過奥斯列特平原實施反擊，但被擊退。
再往南“非洲軍團”戰鬥群於2月21日在前往泰貝薩的道路上被B縱隊及在傑貝勒哈姆拉山上裝置的大炮所阻擊。他們包抄的企圖在2月21日晚上已經失敗，在2月22日對軸心國軍造成了重大人員傷亡。進一步的攻擊在2月23日早上展開但再次被擊退。
在2月22日與凱塞林沮喪的會議上，隆美爾爭辯認為，面對堅強的防守和有消息說，第8軍團的先頭部隊己到達距離馬特雷防線只有幾公里的梅德寧，因此他應該停止攻擊，後撤以支援馬特雷防線，因此他希望凱塞林的攻勢已造成的損害足以阻止在不久的將來從西面發場起的任何攻擊行動。凱塞林堅持攻勢應該繼續，但最終在當晚同意和“最高統帥部”正式停止行動。來自凱塞林的軸心國軍在2月25日到達馬特雷防線。

### 結局
行動一時間被緩和，雙方均研究最近戰鬥的結果。隆美爾错误地认为美軍構成的威脅不大，而英軍和英聯邦軍隊與他實力相當，并因此在未来的战役中付出了惨痛的代价。美國人同樣也研究了戰鬥，並解除了部分高級指揮員的职务，同時分发具有教学性质的刊物来指导后续战役。最重要的是，在1943年3月6日喬治·巴頓接替弗雷登道爾任美國第2軍的指揮官，與奧馬爾·布萊德雷擔任該軍的副司令。指揮官們被提醒，大规模军事單位應被集中以確保在戰場上有足夠的兵力，而不是如弗雷登道爾般分散的部署。因普遍惡劣的天氣條件，近距離空中支援亦已减少。盟军在战术层面作出了诸多改进，但仍然沒有进一步改善战况的对策，直到諾曼第戰役的实施。

## 同盟國和軸心國指揮部的重組
在卡薩布蘭卡會議上，盟軍已決定任命哈羅德·亞歷山大將軍為在法屬北非的盟軍部隊副總司令，於1943年2月20日生效。在同一時間，為更好地協調在突尼西亞兩個軍團的行動，艾森豪威爾將在同盟國遠征軍最高司令部的第1及第8軍團之上成立了1個新的司令部，第18集團軍，亦由亞歷山大指揮。不久後出任其新任命的亞歷山大向倫敦報告：
...我實在對整個情況感到震驚，因為我找到了它...實際上錯誤是因為一直缺乏來自上層的方向和一開始就沒有政策、沒有計劃所做成的。
 他認為安德森是關鍵人物，雖然在後來這是被認為有點不公平。當在1月底時已控制了整條戰線時，安德森的目標已經是把戰線重組至综合不同國家區域及組成預備隊以重獲主動權- 完全相同的重點闡述在亞歷山大在2月20日的命令上。亞歷山大在2月21日宣布他的目標是摧毀所有在突尼西亞的敵軍。要做到這一點，首先第8軍團推進至加貝斯以北而第1軍團同時展開攻擊，吸引了敵軍用以對抗第8軍團的預備隊。接下來，2個軍團將集中奪取當地機場從而令盟軍獲得越來越大的制空權。最後，盟軍陸上、海上和空力量將協同作戰以消滅在突尼西亞的軸心國部隊。他的要在4月30日前實現這一目標，以符合在卡薩布蘭卡會議上訂下的時間表，以便在8月天氣有利的情況下展開入侵西西里島的計劃。
卡薩布蘭卡會議還商定了一項意義深遠的重組，把在地中海的空軍進行更大的一體化。這項措施在下個月實施。空軍元帥亞瑟·泰德爵士成為了地中海空軍總司令，負責盟軍在地中海的所有空軍行活動和卡爾·斯帕茨少將成為在西北非空軍司令及受泰德指揮，負在突尼西亞的所有空軍行動。到2月23日空軍元帥亞瑟·康寧厄姆爵士已接替庫特為盟軍空中支援指揮部司令，這支部隊已成為西北非戰術航空隊，是斯帕茨指揮的一部分部隊，與支援第8軍團的沙漠空軍，一同受他指揮。康寧厄姆驚訝地發現，在突尼斯的安排與1941年時他在西部沙漠第一次擔任沙漠空軍指揮官時的情況一樣。奇怪的是，從沙漠行動中來之不易的教訓，不論在行動和行政上，並沒有在火炬行動中被考慮，這對其航空兵的能力已產生了重要影響，尤其是當時因飛機數量和後勤問題而未能有足夠時間，在向突尼斯衝刺時對地面部隊提供戰術支援。他立即著手整合英軍和美軍的作戰指揮和根據新的行動政策。
軸心國也決定建立1個聯合指揮部指揮2個軍團。希特勒和德國總參謀部認為，馮·阿尼姆應擔任該集團軍指揮官，但凱塞林主張由隆美爾擔任，他在2月23日被任命為非洲集團軍指揮官。

## 馬雷特周圍的南部戰區

### 卡普里行動
自從2月17日起第8軍團便在馬特雷防線前面集結，並2月26日起向西前進。1943年3月6日，3個德軍裝甲師、2個輕型師及9個義大利師發起卡普里行動，向南面的梅德寧展開進攻，這是英軍最北端的堅強據點。英軍的炮火很激烈，摧毀了55輛軸心國坦克，最终擊退了軸心國軍進攻。
隨著“卡普里行動”的失敗，隆美爾決定挽救他的軍隊的唯一辦法就是將他們撤走。因此，他在3月9日離開突尼西亞前往希特勒設在烏克蘭的總部，試圖說服他放棄突尼西亞和讓軸心國軍隊返回歐洲。希特勒拒絕了。在嚴格保密下，隆美爾被安排放病假。馮·阿尼姆成為非洲集團軍司令。

### 拳師行動
蒙哥馬利的拳師行動於1943年3月19日晚至3月20日對馬特雷防線開動攻擊。英軍第50步兵師單位突破防線，於3月20日至21日在扎拉特以西建立了一個橋頭堡，但由第15裝甲師發起的強烈反擊摧毀了口袋，並於3月22日重建防線。
3月26日，在“增壓器2號”行動中，霍羅克斯將軍的第10軍向瑪特瑪塔山周圍前進，在戰線極北地區佔領了特巴格空隙與綠洲城哈邁。這個側翼行動使馬特雷防線無法防守。第2天，德國和義大利的部隊在反坦克炮的支援下成功地阻止第10軍推進，爭取了時間進行撤退。馬特雷防線的守軍於48小時內撤出，並在西北60公里處的瓦迪阿卡利特（加貝斯附近）建立新的防禦陣地。

## 加貝斯
這時，新改組的美國第2軍已開始再次走出隘口，即到達軸心國軍防線的後方。轴心国军第10裝甲師這時的任務是把他們趕回隘口內，雙方部隊於1943年3月23日在古塔爾灣戰役中相遇。起初該戰役的進程就像之前的戰鬥，與德軍坦克直捲美軍的先頭部隊。然而，他們进入了美軍地雷區，並立即遭美軍火砲和反坦克部隊的攻擊。第10裝甲師在短时间內損失了30輛坦克，並随即撤出地雷區。第10裝甲師在步兵的支援下於傍晚再次发动攻擊，但攻擊被擊退，旋即撤回至加貝斯。
但是，美軍無法利用德軍失敗的機會，花了幾個星期試圖阻撓意大利步兵通過2個戰略上的山頭向加貝斯前進。反复嘗試將作出重大的進展，但在道路上到達距離加貝斯的1小時左右的地方被第10或第21裝甲師的小量單位所擊退。盟军更好地利用空中支援將增加轴心国军“機動防禦”的困難，但盟軍的空中和地面部隊之間的協同性仍然有嚴重的問題。
無論是第8軍團和美國第2軍在之後一周繼續攻擊，及第8軍團最終突破了防線和軸心國軍被迫放棄加貝斯各北撤退與第5裝甲軍團會合。義大利海軍陸戰隊員，在瓦迪阿克瑞特挖掘戰壕和有足夠的自動武器和手榴彈，奮力拼殺，但英軍進攻部隊壓迫前進，雖然第6约克郡團傷亡嚴重；2名高級軍官、6名高級士官和下級軍官及118名其他職級人員死亡。
比爾·卡特回憶說：“當我們步行大約10米後，我們已經達到了狹縫溝槽的頂部，我們殺死了任何倖存者，”，他當時剛剛看見其部隊隊長被義大利人射倒。 “當時沒有時間悄悄地行動，我們陶醉於憤怒，並殺死他們以為我們倒下的朋友報復。”
美軍當時放棄了前面的山丘，讓他們當天晚些時候在加貝斯與英軍會師。從這點上該戰役成為一個转折點。

## 1943年2月至4月的北部戰區
1943年2月26日，馮·阿尼姆，錯誤地認為凱塞林隘口戰役迫使盟軍削弱其在突尼西亞北部的防線，以便向南面增援，於是實施（獲凱塞林的批准，但沒有諮詢隆美爾）“奧克森峰行動”，由韋伯將軍率領部隊在廣闊的戰線上對第5軍實施攻擊。主要襲擊是由韋伯的部隊（後命名為總指揮）實施，其中包括部到達的第334步兵師、赫爾曼·戈林師和第10裝甲師中沒有參加“春風行動”的單位。韋伯的部隊，被分成3組前進：其中1組向西面的麥得傑斯－奧－巴布移動；第2組，在第1組的北面，從馬特爾向西南面的貝雅（在麥得傑斯－奧－巴布以西25英里（40））前進；及第3組向西面的麥得傑斯－奧－巴布以南25英里推進。韋伯部隊的北部側翼是受到向西前進的馮·曼陀菲爾之師團司掩護，迫使盟軍撤出面對‘綠色山’的進攻陣地和軸心國軍控制了在杰夫那的陣地。
在激烈的戰鬥中，對麥得傑斯－奧－巴布的攻擊被第78師擊退，但再南面在攻勢停止前獲得了一些戰術上的進展。在北部的進攻是朝著貝賈，但戰鬥一直持續到3月5日因惡劣的天氣條件下。經過數天激烈的戰鬥，攻擊在亨特隘口(大約在貝雅東北15英里（24）)被由擁有大量炮兵支援的英軍第46（北米德蘭）師第128步兵旅和北愛爾蘭騎兵2個中隊的坦克被制止。
馮·阿尼姆在北部由曼托菲爾師團實施的攻擊，取得了良好進展，輕易的越過法軍在第塞拉特和鐵路城鎮塞得捷那尼之間的山區防線。從2月27日至3月2日由第46師第139步兵旅和直屬單位（第1突擊隊和支援單位）實施了代價昂貴的反擊阻延了軸心國軍的攻勢，)然而，塞得捷那尼在3月4日被佔領及第139旅在之後的3個星期緩慢地後退至15英里（24）外的傑貝勒艾卜耶德。馮·阿尼姆放棄了他在中部和南部戰線的攻擊，但在麥得傑斯－奧－巴布的數個法國營後撤與第19軍會合令他能在幾乎沒有遇到反抗下佔領該鎮的高地，這處處於1個危險的突出部內。
3月25日亞歷山大命令在第5軍的戰線上爭取主動。3月28日安德森派出第46師實施進攻。這時候聯同第138步兵旅及以第128步兵旅作為預備隊的儲備和由第36步兵旅、第1傘兵旅和法軍單位包括1個由對山區作戰專門的古米埃人組成的泰伯單位的增援。在2個師的炮兵及更多的軍隊資源支援下，在4天成功地奪回以前被曼托菲爾師團攻佔之地區及在戰程中俘虜了850名德國和義大利戰俘。
4月7日，安德森命令第78步兵師掃蕩貝雅 - 麥得傑斯公路。在火砲和近距離空中支援下，他們在之後10天於10英里（16）寬的戰線上，通過崎嶇的山區地形有條不紊地前進10英里（16）。 位於第78師左翼的第4步兵師首次投入戰鬥及向西面的西迪納爾前進。

## 戰爭結束

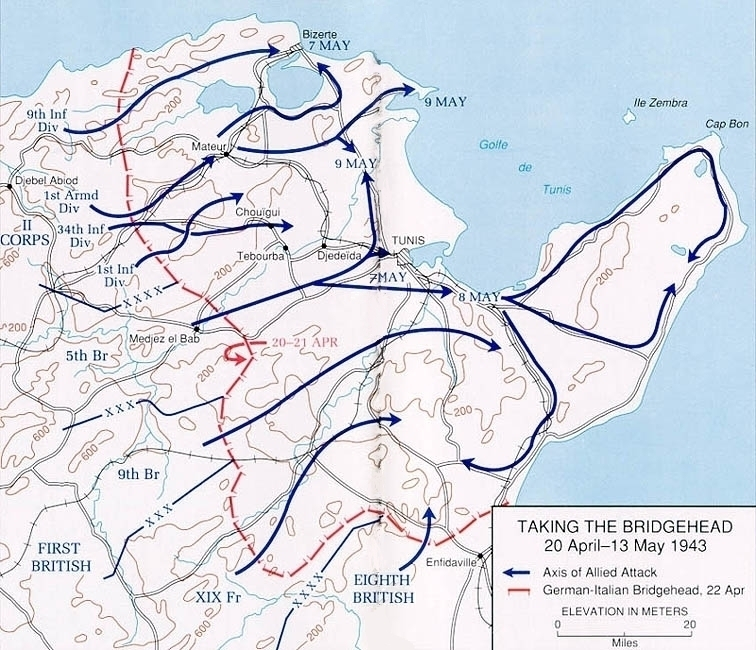

邁杰兹的包圍已經被解除，在第5軍地區的橫向公路亦被掃蕩，安德森能夠把全部注意力集中在他於1943年4月12日收到由亞歷山大發出的命令，準備定於4月22日實施的大規模進攻，以佔領突尼斯。
到了這個階段，盟軍的飛機已被轉移至突尼西亞的機場，德軍大量的運輸機在西西里島和突尼斯之間被擊落。從馬耳他島駛出的英軍驅逐艦阻止從海上對突尼斯的增援及從當地的撤退行動。艾森豪威爾的海軍特遣艦隊指揮官，海軍上將康寧漢發出命令，對其艦艇發出納爾遜命令：“擊沉、燒燬、俘虜、破壞任何敵艦，不許任何船隻通過。”
到4月18日，在第8軍團從南面發起的進攻及第9軍及法國第19軍的側擊後，德國－義大利聯軍已被迫向突尼斯東北部海岸的防線上，試圖掩護他們的補給線，但幾乎沒有希望繼續進行長期的戰鬥。

### 計劃最後攻勢
亞歷山大計劃，當美國第2軍團向北朝比塞大進攻時，第1軍團將向突尼斯進攻，而第8軍團從昂菲達維爾向北推進。安德森將協調第1軍團和美國第2軍的行動，通過發出適當的命令來實現這一目標。
安德森的計劃是主攻方向將放在於麥得傑斯，面對軸心國主要防線的第5軍。然而，在右翼的第9軍將首先朝東北方向快速前進，意圖攻佔麥得傑斯防線後的地區和消滅軸心國的裝甲預備隊。美國第2軍將實施雙重進攻：一方面攻佔在第5軍左邊的高地和同時向比塞大前進。法國第19軍將被留下直至第9軍和第8軍團已牽制了敵軍後，然後朝蓬杜法赫前進。

### 戰況
盟軍部隊已進行重組。北進的第8軍團“夾擊”美國第2軍向東面對的戰線，使整個第2軍能撤回及轉移到盟軍戰線的最北端。馮·阿尼姆知道盟軍的進攻迫在眉睫，並於1943年4月20日夜間至4月21日之間在麥得傑斯和古拜拉特及在第9軍的戰線展開破壞性的攻擊。赫爾曼·戈林師在第10裝甲師的坦克支援下於一些據點滲透到5英里（8公里），但他們不能迫使盟軍全面撤出，並最終撤回自己的戰線。雖然由第9軍實施的第一次進攻不得不從4月22日凌晨4時推遲了4個小時，但德軍的行動實際上沒有造成嚴重的破壞。
4月22日上午，第46師在第9軍的戰線上實施攻擊並在黃昏結束前為第6裝甲師打開了一條空隙讓其通過。之後跟進的是第1裝甲師，在之後2天向東突進。然而，進展並不夠快，以阻止守軍建立一條強大的反坦克屏障，從而阻止他們的前進。不過，他們的行動已引起了軸心國軍遠離中央戰線、在南部的裝甲預備隊之注視。眼看很可能沒有進一步的進展，安德森把第6裝甲師和第46步兵師的大部撤出作為軍團的預備隊。
第5軍和美國第2軍分別在4月22日晚上和4月23日凌晨展開攻擊。在與赫爾曼·戈林師、第334步兵師和第15裝甲師殘酷的交手戰鬥中，第5軍的第1、第4和第78步兵師，在軍團的坦克和重型火砲的密接支援下，用了8天時間滲透6英里（9.7）和攻佔了軸心國軍大部分的防禦陣地。雙方的人員傷亡慘重，但安德森認為，突破即將出現。
4月30日，蒙哥馬利和亞歷山大已清楚第8軍團從昂菲達維爾向北的進攻已順利進行，面前的地勢不會崎嶇。因此，亞歷山大命令蒙哥馬利防守及從第8軍團把英軍第7裝甲師、印度第4步兵師和第201近衛旅轉移到第1軍團（與在主要進攻實施前被轉移的英軍第1裝甲師會合）。(相關請看: 1943年5月4日英國第1軍團的戰鬥序列)。
必要的移動已經在5月5日晚上完成。安德森已經於第9軍在布阿拉代附近的戰線安排了一個假的坦克集結地，從而轉移敵軍對第7裝甲師到達麥得傑斯地區的注意力。在這一行動中，以他的裝甲部隊規模而言，進攻時取得了相當程度的突然性。
最後的攻勢在5月6日凌晨3時3分由英國第9軍發起，該軍現在由接替了受傷的約翰·克羅克的布萊恩·霍羅克斯中將指揮。第5軍在5月5日已作出一個初步的攻擊以攻佔高地及掩護第9軍的左翼。英軍第4和印度第4步兵師，集中在一個狹窄的戰線，在密集的炮火支援下，在防線上打開了一個突破口給第6和第7裝甲師通過。到5月7日英軍裝甲部隊進入了突尼斯，而美國第2軍的步兵繼續在北部的推進，進入比塞大。6天後，在非洲的軸心國軍最後的抵抗結束及共有超過230,000人投降，其中許多剛從西西里島趕來增援，而更多地區需要他們。

## 結局
據歷史學家威廉·答默里說：“向北非增援的決定是希特勒一個最嚴重的失誤：無可否認，它令地中海關閉了6個多月，對盟軍的補給情況有負面的影響，但它卻令一些德國的精銳部隊被部署在一個站不住腳的陣地，像斯大林格勒戰役一樣，無法逃脫。此外希特勒迫使德國空軍在不利條件下打一場消耗戰，它遭受的損失，是無法承受的。”
軸心國絕望的賭博只是延緩了不可避免的事實。自相矛盾地，美軍在凱塞林的損失可能已是發生在他們身上最好的事情。現在隨著北非落入盟軍手中，盟軍計劃迅速轉而入侵西西里島和義大利。

## 註解
註腳
1. ↑  這些傷亡包括第1軍團從1942年11月8日和第8軍團從1943年2月9日起的數字。英國和英聯邦共損失達38,360人；6,233人死亡、21,528人受傷、10,599人失踪。自由法國的損失累計19,439人；2,156人死亡、10,276人受傷、7,007人失踪。[2]美國的損失達18,221人；2,715死亡、8,978人受傷、6,528人失踪。[2][3]
2. ↑  1942年11月22日至30日之間，英國皇家空軍飛行1,710架次和損失至少45架飛機。美國陸軍航空兵(美國陸軍航空隊)飛行180架次，失去了至少7架飛機。[4]12月1至12日之間，英國皇家空軍飛行2,225架次，損失至少37架飛機。美國陸軍航空隊飛行523架次，損失17架飛機。[5]12月13日至26日之間，英國皇家空軍飛行1,940架次及損失至少20架飛機，而美國陸軍航空隊飛行720架次及損失16架飛機。[6]1942年12月27日至1943年1月17日之間，英國皇家空軍飛行3,160架次，損失38架飛機，而美國陸軍航空隊飛行約3,200架次，損失了36架飛機。[7]1月18日至2月13日，英國皇家空軍飛行5,000架次，其中不包括對船舶的攻擊，損失了34架飛機，而美國陸軍航空隊數估計為6,250架次，損失85架飛機。[8]在2月其餘日子至3月28日，盟軍失去了156架飛機。[9]3月29日至4月21日，共203架盟軍飛機被摧毀。[10]從4月22日王戰役結束，盟軍共損失了45架轟炸機和110架戰鬥機，英國皇家空軍損失12架轟炸機和47架戰鬥機，美國陸軍航空隊失去32架轟炸機和63架戰鬥機，而法國失去了1架轟炸機。[11]
3. ↑  歷史學家里克·阿特金森說，由於多種因素，軸心國的損失仍然是不確定的。據估計德軍共有8,500人喪生，而同時意大利軍有損3,700人死亡。阿特金森估計，有另外40,000－50,000名軸心國士兵受傷。[12]英國官方戰役歷史學家標準普萊費爾少將表示未受傷被俘的總人數，根據盟軍的記錄，達到238,243人；101,784名德國人、89,442名義大利人和47,017國籍不詳的人。[2]阿特金森還指出這些數字，250,000人被俘是一個“合理的計算”。[12]普萊費爾指出，美國官方歷史表示有275,000名軸心國士兵被俘，第18集團軍計算為244,500人，隆美爾的估計是130,000名德國人被俘，馮·阿尼姆估計有100,000名德國和意大利士兵被俘。[2]
4. ↑  1942年11月22日至30日之間，納粹德國空軍飛行了1,084架次及損失63架飛機，包括21架飛機在地面上被擊毀。義大利皇家空軍，記架飛機。[4]12月1日至12日，德國空軍飛行1,000架次，損失37架飛機，其中包括9架飛機在地面上被擊毀，而義大利記錄損失10架飛機。[5]12月13日至26日，德國空軍飛行1,030架次及損失17架飛機，而義大利失去了3架飛機。[6]1942年12月27日至1943年1月17日，德國空軍損失了47架飛機，而義大利皇家空軍損失數字不詳。[7]1月18日至2月13日，德國空軍喪失了100架飛機，而義大利的損失不明。[8]2月餘下時間至3月28日，德國損失了136架飛機而義大利皇家空軍失去了22架飛機。[9]3月29日至4月21日，德國空軍270架飛機被摧毀，而46架“作戰飛機及幾乎整個其餘整個空中運輸機隊”已丟失。[10]4月22日至月底為止，德國空軍損失了273架飛機；42架轟炸機、166架戰鬥機、52架運輸機和13架斯托奇飛機。義大利記錄損失了17架。[11]

參考
1. 1 2  Mitcham, Samuel. . 梅坎尼克斯堡 (賓夕法尼亞州): Stackpole Books. 2010. ISBN 9780811742061 （英语）.
2. 1 2 3 4 5 6 7 8  Playfair, p.460
3. 1 2  Atkinson, p. 536
4. 1 2  Playfair, p. 179
5. 1 2  Playfair, p. 186
6. 1 2  Playfair, p. 189
7. 1 2  Playfair, p. 278
8. 1 2  Playfair, p. 284
9. 1 2  Playfair, p. 355
10. 1 2  Playfair, p. 401
11. 1 2  Playfair, pp. 460-461
12. 1 2  Atkinson, p. 537
13. ↑  Playfair, p. 111.
14. ↑  Playfair, p. 114.
15. ↑  Playfair, pp. 151-152.
16. ↑  Playfair, p. 116.
17. ↑  Playfair, pp. 117-118.
18. 1 2  Playfair, p. 239.
19. 1 2 3  Anderson (1946), p. 2 . London Gazette (Supplement). 5 November 1946: 5450  [2008-04-25].
20. ↑  Playfair, p. 152.
21. 1 2  Watson (2007), p. 60
22. ↑  Anderson (1946), p. 4 . London Gazette (Supplement). 5 November 1946: 5452  [2008-04-25].
23. 1 2 3 4  Anderson (1946), p. 5 . London Gazette (Supplement). 5 November 1946: 5453  [2008-04-25].
24. ↑  Ford (1999), p. 17
25. ↑  Ford (1999), pp. 19-22
26. ↑  Ford (1999), p. 23
27. ↑  Ford (1999), pp. 23-25
28. ↑  Ford (1999), p.25
29. ↑  Ford (1999), p.28
30. ↑  Ford (1999), p. 40
31. ↑  Ford (1999), p37-38
32. ↑  Watson (2007), pp. 62–63
33. ↑  Anderson (1946), p. 6 . London Gazette (Supplement). 5 November 1946: 5454  [2008-04-25].
34. ↑  Ford (1999), p.50
35. ↑  Ford (1999), p.53-54
36. ↑  Playfair, p. 266.
37. ↑  Watson (2007), p. 64
38. ↑  Playfair, pp. 258-259.
39. ↑  Anderson (1946), p. 7 . London Gazette (Supplement). 5 November 1946: 5455  [2008-04-25].
40. 1 2 3 4  Anderson (1946), p. 8 . London Gazette (Supplement). 5 November 1946: 5456  [2008-04-30].
41. ↑  Watson (2007), p.67
42. ↑  Playfair, pp. 278-279.
43. ↑  Playfair, p. 279
44. 1 2  Watson (2007), p. 68
45. 1 2  Watson (2007), p.77
46. ↑  Anderson (1946), p. 9 . London Gazette (Supplement). 5 November 1946: 5457  [2008-05-01].
47. ↑  Playfair, p. 294.
48. ↑  Watson (2007), pp. 80–81
49. 1 2  Watson (2007), p. 82
50. ↑  Watson (2007), p.84
51. ↑  Watson (2007), pp. 86-87
52. ↑  Watson (2007), pp. 89-93
53. ↑  Watson (2007), p. 102
54. ↑  Watson (2007), p. 103
55. ↑  Watson (2007), p. 104
56. ↑  .   [2010-03-19]. （原始内容存档于2009-09-21）.
57. ↑  Watson (2007), p. 105
58. ↑  Watson (2007), pp. 106-107
59. ↑  Watson (2007), pp. 109-110
60. ↑  Playfair, p. 303,
61. 1 2  Playfair, p. 304.
62. ↑  Playfair, p. 305.
63. ↑  Playfair, pp. 315-316.
64. ↑  Playfair, p. 271.
65. ↑  Playfair, pp. 307-311.
66. ↑  Watson (2007), pp. 110-111
67. ↑  Watson (2007), pp.121 & 123
68. ↑  Cheal, Bill. . The War of a Green Howard, 1939 - 1945. The Friends of the Green Howards website. May 1994  [2008-04-09]. （原始内容存档于2007-10-11）.
69. ↑  Cheal, Bill. . The War of a Green Howard, 1939 - 1945. The Friends of the Green Howards website. May 1994  [2008-04-09]. （原始内容存档于2008-06-12）.
70. ↑  Playfair, p. 326.
71. ↑  Playfair, p. 306.
72. 1 2  Playfair, p. 327.
73. 1 2 3  Anderson (1946), p. 10 . London Gazette (Supplement). 5 November 1946: 5458  [2008-05-01].
74. 1 2 3  Anderson (1946), p. 11 . London Gazette (Supplement). 5 November 1946: 5459  [2008-05-01].
75. 1 2 3  Anderson (1946), p. 12 . London Gazette (Supplement). 5 November 1946: 5460  [2008-05-01].
76. ↑  Mead, p.44
77. 1 2  Anderson (1946), p. 13 . London Gazette (Supplement). 5 November 1946: 5461  [2008-05-01].
78. ↑  Anderson (1946), p. 14 . London Gazette (Supplement). 5 November 1946: 5462  [2008-05-01].
79. ↑  Cambridge Illustrated History of Warfare edited by Geoffrey Parker ISBN 0-521-79431-5 page 322 (paperback version)

## 外部連結
- Italian communique report the capture of 300 British paratroopers by part of the Bersaglieri （页面存档备份，存于）
- The Green Howards Regimental History, - Bill Cheall's Story
- The Tunisia Campaign (Battle of Tunisia) Maps